# 聖公會聖馬利亞堂莫慶堯中學
聖公會聖馬利亞堂莫慶堯中學（英語：SKH St. Mary's Church Mok Hing Yiu College）是香港深水埗區一間津貼中文中學，於1963年創立，2006年起遷入現址。

## 校政管理
歷任校監
- 1963年至1967年：黃蒲霖 牧師[2][3]
- 1967年至1979年：彭榮昌 牧師[3][4]
- 1979年至1993年：林汝升 牧師[3]
- 1993年至1995年：徐贊生 主教[3][5]
- 1995年至2008年：林壽楓 牧師[3][5]
- 2008年至2014年：鍾嘉樂 牧師[6]
- 何獻蓂 牧師[2]
- 徐旭帆 牧師

歷任校長
- 1963年至1978年：譚仲約 先生[3][7]
- 1978年至1980年：林樹漢 先生（署理）[3]
- 1980年至1994年：黃馬蓮瑛 女士[3]
- 1994年至2015年：鄭嘉莉 女士[3][5]
- 2015年至今：錢群英 女士

歷任副校長
- 梁舜華 先生[8]
- ？至1994年：鄭嘉莉 女士[3]
- 邱柏樵 先生[3]
- 李永青 女士[3]
- 馮志雄 先生[3]
- 陳志堅 先生[1]
- 譚建儀 女士
- 楊鎮濤 先生

## 歷史
聖公會聖馬利亞堂莫慶堯中學原名是聖馬利亞堂中學，1963年奠基，創校於1963年9月1日，原址在港島銅鑼灣東院道。設有幼稚園、小學部（1954年至1985年）及中學部，由教育司簡乃傑伉儷於1965年主持校舍開幕儀式。
由於政府在1997年以後實施「母語教學」政策，而此校不符開設英文班標準，需全面改以中文授課至今。
因舊校舍面積太小，而且無法透過重建擴展，所以局限了學校的發展，且因實驗室數目不足，一直要到1998年加建物理室後，才首次獲准開辦理科。自2000年開始，此校多次申請遷校，直至2004年才獲批位於海麗邨的一所校舍重置此校，並在2006年9月起遷入該新校舍。同年11月24日，此校舉辦新校舍開幕禮。
由於在新校舍興建期間，得到莫慶堯醫生的捐款1,000萬元，故此校更名為聖公會聖馬利亞堂莫慶堯中學。

## 校舍

### 現存校舍
現時的校舍為一座中學後千禧校舍，佔地6,554平方米，設有30間課室及各種特別室，並與同系聖公會聖安德烈小學共用部分設施。
兩座校舍均由巴馬丹拿的陳祖聲建築師設計，並由新福港承建，於2006年落成，同年獲得香港建築師學會年獎之優異獎。

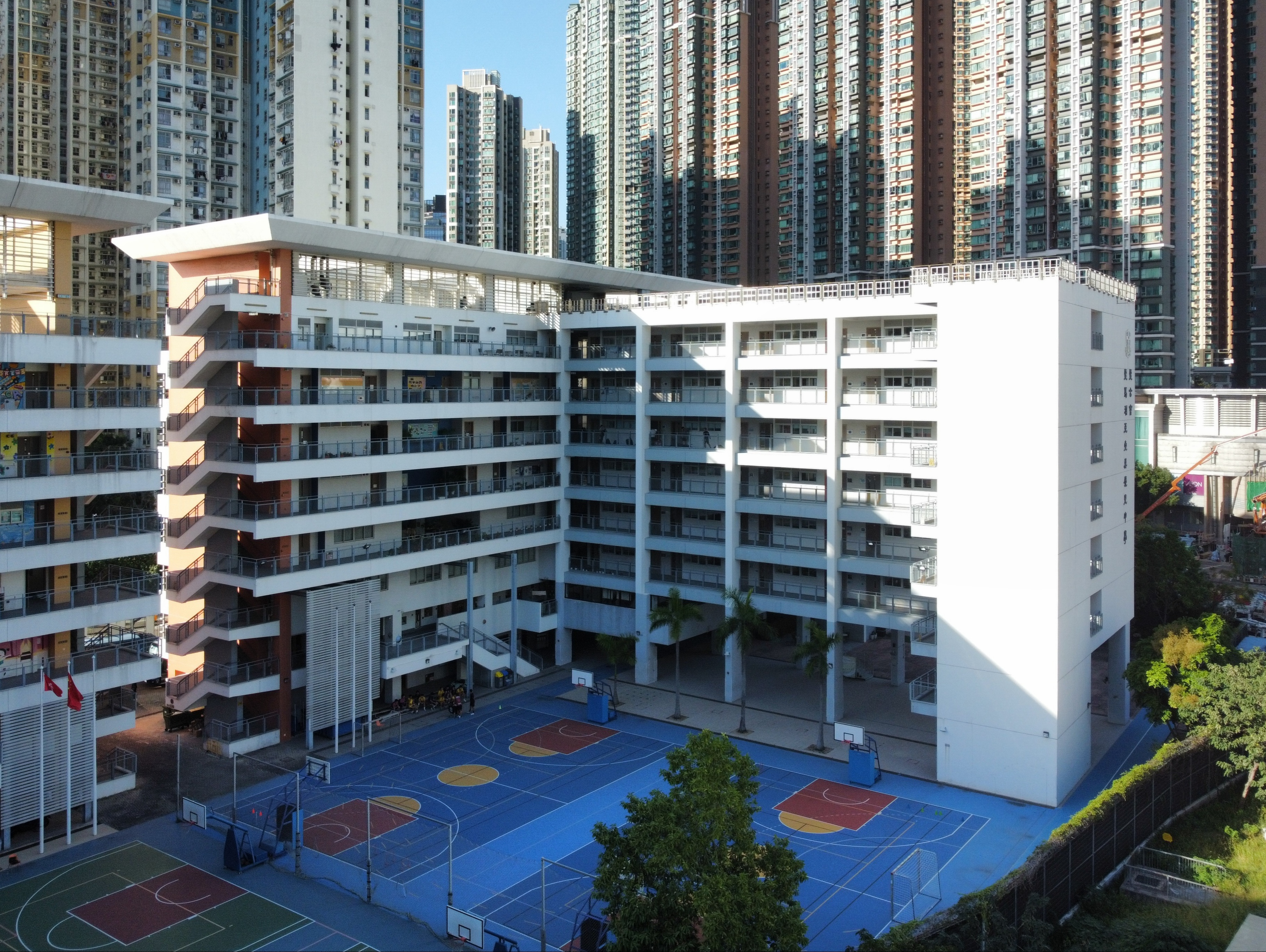

### 舊校舍
此校舊有校舍由原來的「聖馬利亞堂小學」之校舍擴建而成，佔地5,000平方米，初時需與小學及幼稚園共用校舍，直至1980年代才得以佔用整座校舍。
隨著此校於2006年遷入現址，原有校舍隨即交還政府，並曾於2009-2013年間用作同系聖雅各小學於重建期間的臨時校舍。此前，舊校舍已永久撥予軒尼詩道官立小學（銅鑼灣），供該校分拆為全日制小學，並於聖雅各小學回遷後遷入。

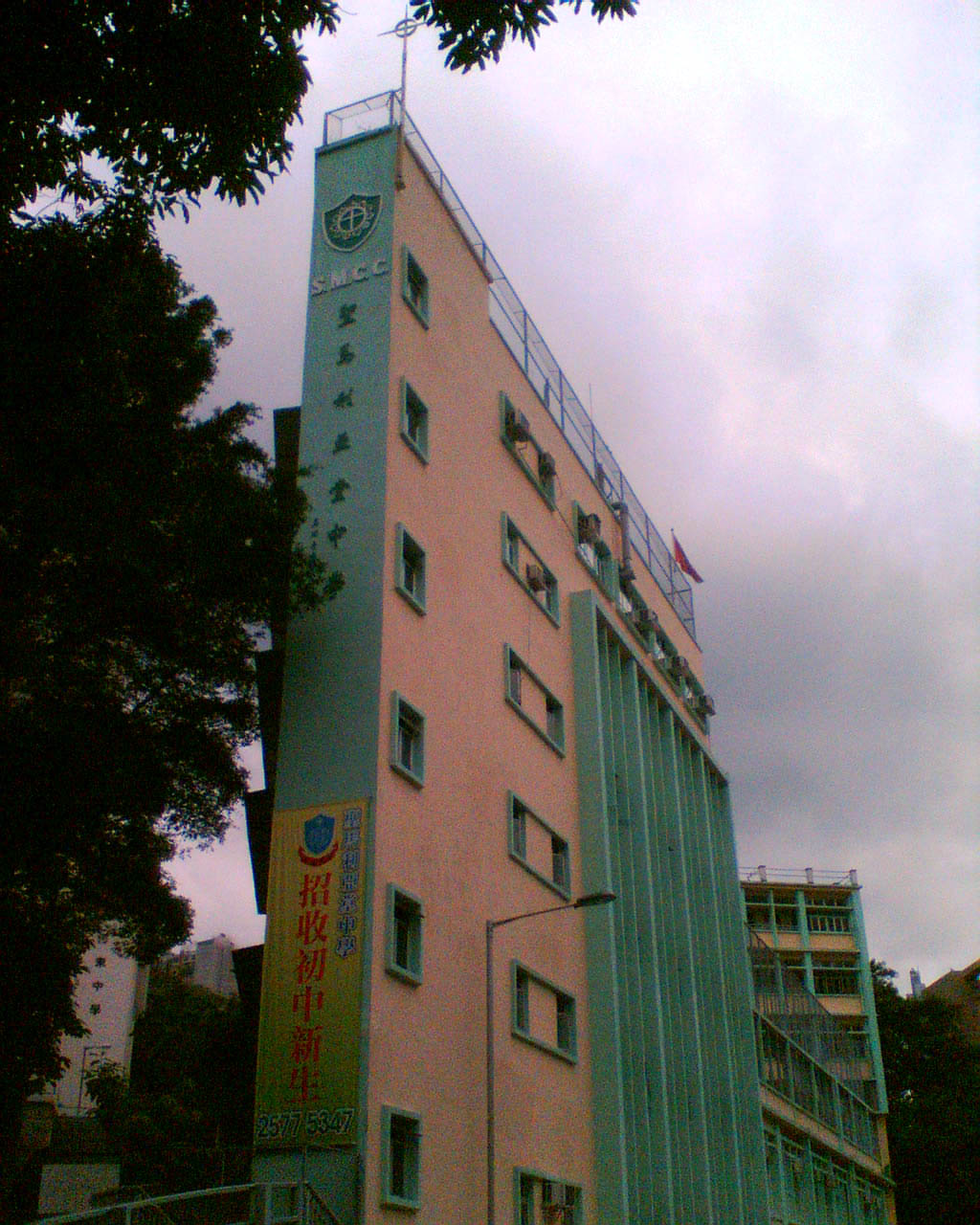
遷出前夕的舊校舍
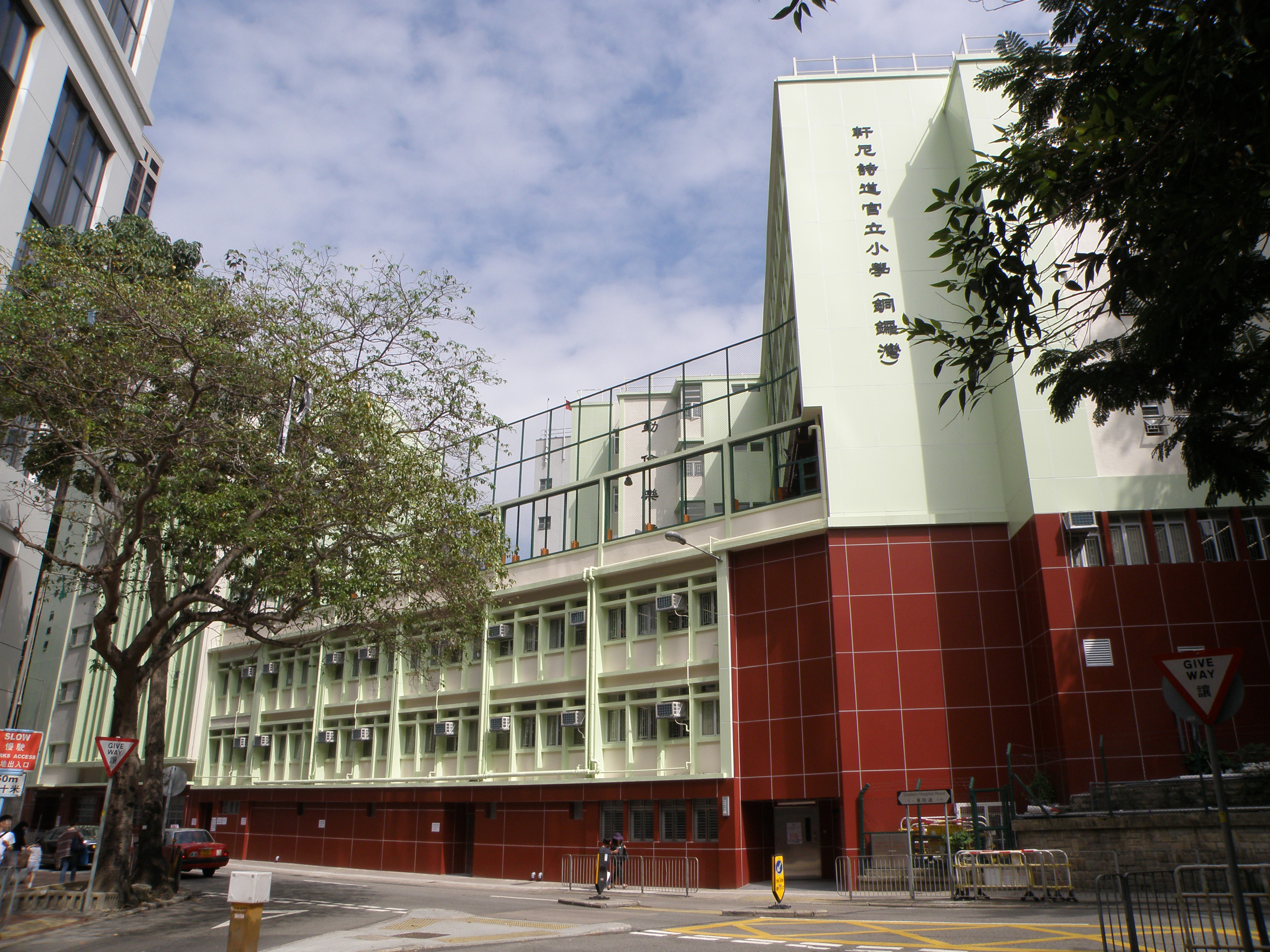
現為軒尼詩道官立小學（銅鑼灣）的舊校舍

## 人物

### 前任及現任教職員
- 李浩然 ：行政長官卓越教學獎得主
- 周勤才：香港中文科補習名師

### 校友

#### 演藝界
- 鄺旨呈：香港藝人，全民造星3參賽者，著名樂隊享樂團主唱，ViuTV節目主持
- 彭晴：香港電台唱片騎師，Now TV節目主持
- 高海寧（2005年中五）：香港演員、2008年香港小姐旅遊大使奬得主[20]
- 李國麟（1974年中五）：香港著名綠葉演員[註 1]
- 葉智強：著名樂隊溫拿成員[21]
- 程仁富（2008年中五）：藝名「程人富」，香港演員及YouTuber

#### 其他
- 楊天命：香港堪輿學家[22]
- 趙家賢（預科畢業）：前香港東區區議會太古城西選區區議員[23]
- 葛珮帆，BBS，JP（1985年中五）：立法會議員（選舉委員會、前新界東）[24]
- 方仲賢（2018年中六）：前香港浸會大學學生會會長[25]
- 鍾梓泰：著名網民、雜誌名錶論壇第二代主理人
- 陳謳明（1979年中五）：香港聖公會教省主教長及香港聖公會西九龍教區主教兼任香港聖公會澳門傳道地區主教[5][26][27]
- 張樹萱：聖公會聖匠小學及聖公會聖匠中學校監[28]
- 李一帆：香港聖公會基愛堂主任牧師[29]

## 鄰近
- 碧海藍天
- 深旺道
- 長沙灣（深旺道）巴士總站
- 海達邨
- 海麗邨
- 凱德苑
- 聖公會聖安德烈小學

## 外部連結
- 聖公會聖瑪利亞堂莫慶堯中學網頁（页面存档备份，存于）